# مدرسة مار يوسف - عينطورة

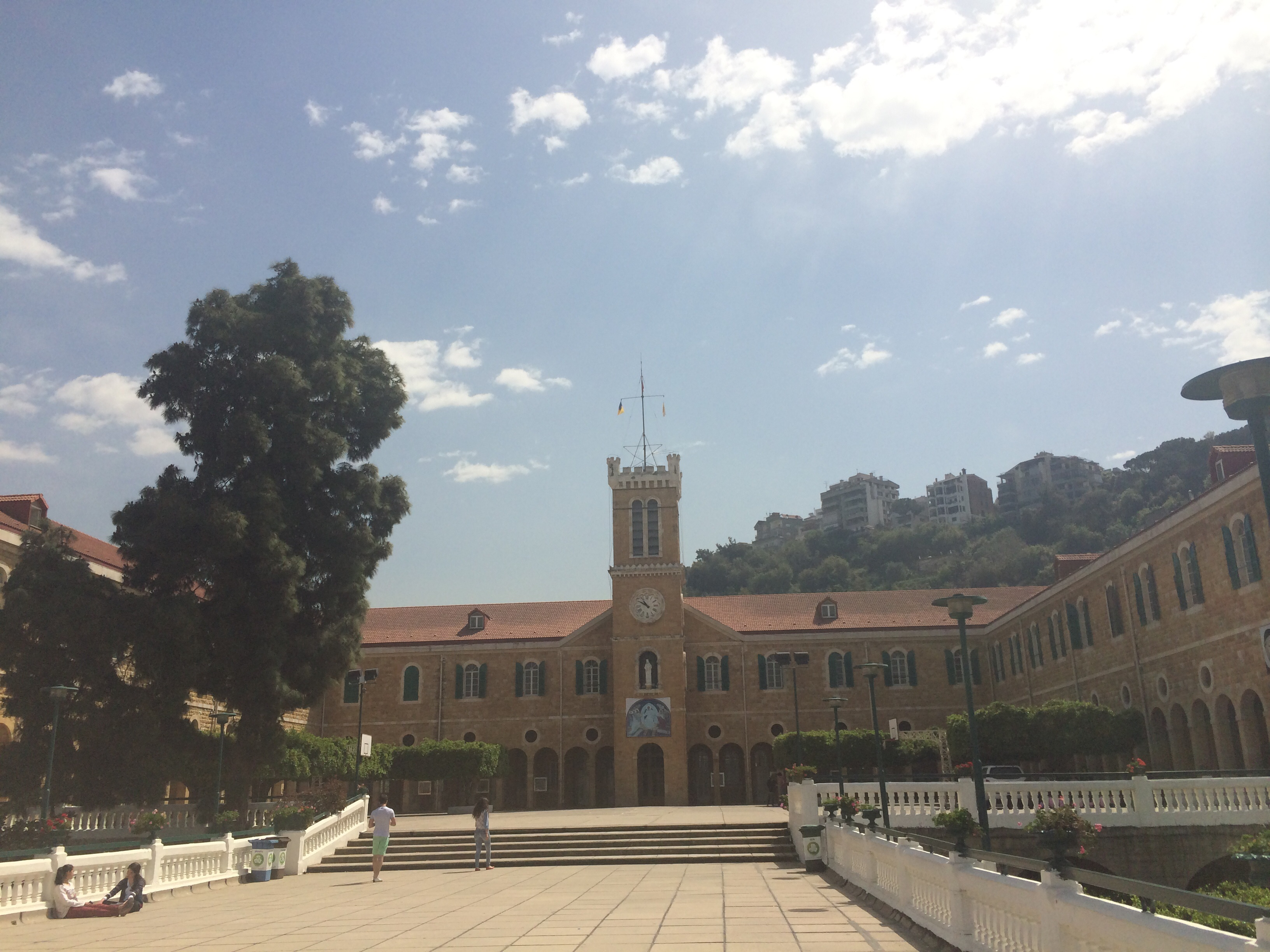
The Main Court

## عينطورة
«هم الذين حلموا ألاّ يعرفوا العقمَ، أن يُخصِبوا الأرضَ في زرعِ الخير. أن يكونوا أخياراً، أنقياءَ، فخورينَ، نافعينَ، يحبّونَ الجميعَ ولو ضَحّوا بذاتهم.»

الأب أ. سارلوت، من جمعيَّة الرّسالة، رئيس المعهد 1911 – 1944
أنشأ الآباءُ اللعازاريّون أوَّلَ مدرسةٍ كاثوليكيَّةٍ قُدِّرَ لها أن تستقبلَ علمانيّينَ، في لبنانَ، في بلدةِ عينطورةَ، سنةَ 1834 م . بعدَها توالتِ المدارسُ، على يدِ اللعازاريّين في دمشقَ والإسكندريَّةَ في مصرَ.
كان الشرقُ يقع تحت الحكم العثمانيّ من 1517 م إلى 1918 م وكانَ المسيحيّونَ يُعتَبرونَ مواطنينَ منَ الدرجةِ الثانيةِ، ليسوا على درجة المسلمينَ. عندَ وصولِ الآباءِ اللعازاريّين إلى المنطقةِ 1783 عايَنوا بؤسَ الناسِ وفقرَهم، وقرّروا إنشاءَ المدارسِ لمساعدتِهم على استعادةِ كرامتِهم الإنسانيَّةِ. لذا كانَ الهدفُ الأوَّلُ مساعدةَ المسيحيّينَ، عبرَ التَّوجيهِ الإنسانيّ والدينيّ، على استعادةِ كرامتِهم الإنسانيَّةِ كأشخاصٍ، وكأبناءِ اللهِ.
وقد بادرتِ العائلاتُ المسلمةُ الراقيةُ منذُ السَّنواتِ الأولى لتأسيسِِ معهدِ عينطورةَ إلى إلحاقِ أولادِها بِهِ أوّلاً ثمَّ بمعاهدَ كاثوليكيَّةٍ أخرى تأسَّسَت لاحقاً. وقد شاعَت في هذهِ الصروحِ التعليميّةِ روحُ التآلفِ بينَ المسيحيّينَ وغيرِ المسيحيّينََ، كذلكَ بينَ اللبنانيّينَ وغيرِ اللبنانيِّينَ. لا فرقَ في معاملةِ الغنيِّ والفقيرِ بين التلاميذِ الذين كانوا داخليِّينَ. كانَ تعلُّمُ اللغاتِ إلزاميّاً، وسرعانَ ما وجدَ خرّيجو المعهدِ أنفسَهم يتبوّؤونَ أرفعَ المناصبِ الرسميَّةِ في الدولةِ وفي القطاعاتِ الماليّةِ والاستشفائيّةِ... وما زالَ هذا الهدفُ النبيلُ هو ما نسعى إليه اليومَ.
يُعتبرُ تأسيسُ المعهدِ نقطةَ تحوُّلٍ في التاريخِ الحديثِ لبلدانِ المنطقةِ. هذا التاريخُ يُمثِّلُ انطلاقةً للعملِ المادّي، الفكريّ، والروحي والسياسيّ والاقتصاديّ الذي طبعَ «النهضةَ» نهضةَ البلادِ العربيَّةِ. وهبَت «عينطورةُ» لبنانََ والبلادَ العربيّةَ جيلاً مستنيراً وسَمْحاً منَ الرّجالِ، أدّى، بتأثيرِه النُّخبويّ، أجَلَّ الخدماتِ بالانفتاحِ على بذورِ الحداثةِ.
وابتداءً من مطلعِ القرنِ العشرينَ حذت جمعيّاتٌ دينيّةٌ فرنسيَّةٌ ومحليَّةٌ حذوَ الرهبانِ اللعازاريينَ وراهباتِ المحبَّةِ، وأسَّست مدارسَها الخاصَّةَ.

## المؤسِّس: الأب فرنسيس لو روي
هو طالب اكليريكيّ كانَ في التاسعةَ عشرةَ من عمره حينَ وصلَ إلى عينطورة في أيّار 1827 حيثُ سيمَ كاهناً سنة 1829. فَعُرِفَ «أبونا فرنسيس» برجلِ الخيرِ والسلام، يُستشارُ في فضِّ النِّزاعاتِ.
معَ تأسيسِ المعهدِ سنة 1834 طلبَ مؤازرةَ أبٍ في الجمعيَّةِ لإدارةِ الدروسِ حتّى يتمكَّنَ من متابعةِ عملِه الرعويّ.
سنةَ 1840 في أثناءِ الأحداثِ التي عصفَت بالجبلِ، وظَّف صلاحيّاتِ قنصلِ فرنسا لإنقاذِ 93 ديراً وكنيسة رعيّة برفعِ العلمِ الفرنسيّ على أجراسِ الكنائسِ.
سنةَ 1841 تمَّ تعيينُه أباً زائراً للآباء اللعازاريين في سوريّا، فاستقرَّ في الإسكندريّةَ ثمَّ في دمشقَ. وقد ساهمَ بفعاليَّةٍ في تأسيسِ أديرةِ راهباتِ المحبّةِ في الإسكندريَّة سنة 1843، وفي بيروتَ سنة 1847.
في أثناءِ مجازرِ سنة 1860 عملَ على إجلاءِ راهباتِ المحبَّةِ معَ الأيتامِ الذين كانوا بعهدتِهنَّ من دمشقَ إلى بيروتَ. وبعودتِه إلى عينطورةَ منهكاً قال للأب دي بيري (الرئيس السابع للمعهد) «أنا مستعدٌ للرحيلِ كما لم يسبقْ أن كنتُ يوماً» ولم يتأخّرْ حتّى أسلمَ الروحَ في تمّوز 1860 وجرى تشييعُه بحسب الطقسينِ اللاتيني والماروني. وقد شهدَتِ الحشودُ الحاضرةُ أنّه كان رجلَ البرِّ ورسولَ الجبلِ.

## تاريخيّاً
1657: أسَّس مرسلو جمعيّة يسوع، اليسوعيّون، إرساليّةَ القدّيس يوسف في عينطورة، جبل لبنان. 

1783: فوَّضَت جمعيّةُ إعلانِ الإيمانِ إرساليّةَ عينطورة إلى مرسلي جمعيّةِ الرسالة، وتحوَّلَ مقرُّها إلى ملاذٍ وملجأ خلالَ تفشّي الأوبئةِ والحروبِ، ومركزِ استقطابِ كبارِ المستشرقينَ أمثال فولني، لامارتين، ياريس، بونوا.

1834: تحوَّلَت الإرساليّةُ إلى معهدٍ نزولاً عندَ إلحاحِ المونسينيور أوفيرن، الموفدِ البابويّ. وكان تَوَجُّهُ روما تنشئةَ نخبةٍ مثقَّفَةٍ في الشرقِ الأدنى. كانتِ البداياتُ متواضعةً، في تشرينَ الأوّلِ استقبلَ المعهدُ سبعةَ طلاّبٍ. وبتأسيسِ معهدِ عينطورة شهدَ الشرقُ أوّلَ مدرسةٍ ثانويّةٍ تُدَرِّسُ اللغةَ الفرنسيّةَ. ومعَ تعاقبِ السنواتِ ازدادَ عددُ الطلاّب. 

1860: تشرَّدَ آلافُ المسيحيّينَ نتيجةَ مجازرِ الشوفِ ووادي التيم ودمشقَ، وتحوَّلَ المعهدُ إلى مركزِ استقبالٍ وإيواء. وبهدوءِ العاصفةِ شهدَ وثبَةَ تقدُّمٍ مذهلةٍ.

1874: تمَّ تشييدُ المبنى المركزيّ، تبعَه سنة 1881 تشييدُ عنبرينِ للنَّومِ، والانتهاءُ من الجناحِ الأيسرِ سنة 1884، والعمل على إعداد فرقة نحاسية للمدرسة (الصورة على اليسار تظهر أعضاء الفرقة عام 1893)، وتدشينُ الكنيسةِ الكبرى سنةَ 1895، وإضافةُ صالةِ الاحتفالاتِ إلى هذه المجموعةِ سنةَ 1902، وتتويجُ المبنى بالبرجِ سنة 1904.

1914 – 1918: طردَت السلطةُ العثمانيّةُ اللعازاريينَ من عينطورةَ، وتحوَّلَ المعهدُ إلى ميتمٍ للأرمن. معَ انتهاءِ الحربِ العالميّةِ الأولى وموجاتِ المجاعةِ سنةَ 1915 و1916 وخسارةِ لبنانَ ثلثَ سكّانِه نتيجةَ الحربِ، فوّضَّتِ السلطاتُ الفرنسيّةُ الأب سارلوت توزيعَ المؤنِ في كلِّ لبنانَ، فاندحرت المجاعةُ بغضونِ شهرٍ واستعادَ المعهدُ انطلاقتَه سنة 1919.

1918: شهدَ انهزامَ العسكرِ العثماني وانسحابَه، والدخولَ المنتصرَ للإنكليزِ والفرنسيِّيَن إلى بلادِ المشرق.

1920: بدأ الانتدابُ الفرنسيّ على لبنانَ وسوريا، وإعلانُ دولةِ لبنان الكبير، واحتفاظُ المعهد بعلاقاتٍ مميّزةٍ معَ سلطاتِ الانتدابِ، وتوزَّعَ العديدُ من طلاّبه على مناصبَ فاعلةٍ في لبنانَ وفي دولِ المنطقةِ. 

1923: أسَّس عدّةُ تلاميذَ من معهد عينطورة أوّلَ فرقةٍ كشفيَّةٍ في لبنانَ والشرق. 

1936: منحَت الأكاديميّةُ الفرنسيّةُ الجائزةَ الكبرى للغة الفرنسيّة للمعهد.

1939 – 1944 خلالَ الحربِ العالميّةِ الثانيةِ شرَّعَ المعهدُ أبوابَه أمامَ الكثيرِ منَ الشبابِ اللبناني لمتابعةِ تحصيلِهم العلميّ على الرُّغمِ من صعوباتِ الحربِ.

1943: استقلَّ لبنان، وتابعَ المعهدُ تنشئةَ النُّخبةِ السياسيّةِ والفكريّةِ في البلادِ.

1955-1977: مرحلةُ التغييرِ وتحديثُ الأبنيةِ (جناح خاصّ بالصغار، الملعب المسقوف، قسم الروضة). 

1975: بدأتِ الحربُ اللبنانيّةُ، واستمرَّ فتحُ أبوابِ المعهدِ أمامَ الطُّلاّبِ واللاجئينَ على الرُّغمِ من وطأةِ الأحداثِ العاصفةِ في البلادِ.

1981: أُنشِئَ مركزُ التوثيقِ في المعهدِ، مركز لامارتين، وجرى تجهيزُه ليكونَ في خدمةِ أبحاثِ الطُّلاّبِ والأساتذةِ. 

1982: أُلغِيَت الدِّراسةِ الدّاخليّةِ وتحوّلَت صالاتُ النَّومِ والطَّعام إلى غُرفٍ للعَملِ والدِّراسةِ.

1986: أُقيمَ مبنىً جديدٌ لاستيعابِ آلافِ الطُّلاّبِ.

1990: انتهتِ الحربُ اللبنانيّةُ.

1994: احتفلَ المعهدُ بعيدِه المئة والستّين.

1996: العيد المئويّ لكنيسة المعهد الكبرى التي جرى ترميمُها سنة 1997 معَ المحافظةِ على طابعِها.

1998: جرى إصلاحُ سقفِ القرميدِ وإعادةُ تجهيزِ صفوفِ المبنى المركزيّ. 

2004: احتفلَ البرجُ، رمزُ المعهد، بعيده المئويّ. 

2005: تمَّت إضافةُ مبنىً ملحقٍ بالقسمِ الابتدائيّ. 

2006: أُنْشِئَ مركزُ القدّيس يوسف الرياضيّ الذي يضمُّ مسبحاً نصفَ أولمبي مسقوفاً وساخناً معَ عدّةِ صالاتٍ للرِّياضةِ.	

2009: المعهدُ يحتفلُ بالذكرى المئتين والخامسةِ والعشرينَ لوجودِ الآباءِ اللعازاريينَ في لبنانَ وفي عينطورةَ. كما حدثَ ترميمُ قسمِ الرَّوضةِ في المعهدِ وتكبيرُه. 

2010: احتفالُ المعهدِ بالعيدِ المئةِ والخامسِ والسبعينَ.

2014: الاحتفال بالعيد المئة والثمانينَ للمعهدِ.

## الآباء اللعازاريّون في عينطورة
إنَّ الأبَ الرئيسَ في المعهدِ، بمعاونةِ ثمانيةِ آباء، يشرفُ على كلِّ المعهدِ. يساعدُه الأبُ الوكيلُ الذي يراقبُ، بمساعدةِ خبراءَ ماليّينَ ومحاسبينَ، ماليَّةَ المدرسةِ وممتلكاتِها المنقولةَ وغيرَ المنقولةِ، وبمساعدةِ أبٍ معاونٍ يديرُ شؤونَ مئتي عاملٍ وسائقٍ. ينصرفُ الآباءُ الآخرونَ إلى التعليمِ الدينيّ، وإلى إدارةِ أعمالِ حركاتِ الشبيبةِ، وإلى خدمةِ المهاجرينَ ورسالةِ البشارةِ الرعويَّة للشعب. وفي الواقع، فإنَّ فريقاً من المرسلين يتألَّف من آباء لعازاريّين وعشراتِ التلاميذِ والأساتذةِ في المعهدِ، يؤمنونَ الخدمةَ الرعويةَ في أثناءِ عطلةِ الصيفِ، فيستقرّونَ في رعيَّةٍ بالتنسيقِ معَ كاهنِها، ويؤمِّنونَ التبشيرَ وخدمةَ الذبيحةِ الإلهيَّة، ِ وتوعيةَ الفتياتِ، وتقديمَ الدَّعمِ إلى الشبابِ والإصغاءَ إليهم لمدَّةِ ثلاثةِ أسابيعَ خلالَ فصلِ الصَّيفِ، وبذلك لا يكونُ الآباءُ اللعازاريونَ معلّمينَ وحسبُ وإنّما، هم، وقبلَ أيِّ اعتبارٍ، مرسلونَ مبشّرونَ.

## أكاديميّاً
يُعطى التعليمُ الأساسيّ باللغةِ الفرنسيَّةِ، ويتبعُ الطلاّبُ البرنامجينِ الفرنسيّ واللبنانيّ، وبالتالي يختارونَ البكالوريا اللبنانيَّةَ أو الفرنسيَّةَ. هذه الأخيرةُ تتيحُ لهم الالتحاقَ، دونَ مباراةِ دخولٍ، بجامعاتِ أوروبا وأميركا وفي جامعاتِ لبنانَ.
يؤمِّنُ المعهدُ اليومَ التعليمَ الإلزاميَّ للغةِ الفرنسيَّةِ، والعربيَّةِ، والإنكليزيَّةِ، بالإضافةِ إلى تعليمِ الموادِّ العلميَّةِ. هذا التعليمُ غالباً ما تَدْعمُهُ وسائلُ سمعيَّةٌ – بصريَّةٌ. جميعُ الصفوفِ مزوّدةٌ بأجهزةِ إرسالِ فيديو، وبألواحٍ بيضاءَ تسمحُ بعرضِ الصّورِ أو بالكتابةِ عليها. وإزاءَ الطلبِ المتزايدِ على الالتحاقِ بالمعهدِ، يجدُ نفسَه مضطرّاً لرفضِ استقبالِ طلاّبٍ جُددٍ في كلِّ السنواتِ. يدخلُ التلميذُ المعهدَ بعمرِ ثلاثِ سنواتٍ، ويُغادرُهُ في الثامنةَ عشرةَ بعدَ أن يمضيَ فيه خمسَ عشرةَ سنةً قبلَ أن يلتحقَ بالجامعةِ التي يختارُها. ويؤمِّنُ كهنةٌ وعلمانيّونَ التعليمَ الدينيّ، وهو إلزاميٌّ ويدخلُ في نطاقِ التعليمِ المدرسيّ، وهو مشفوعٌ بتوجيهٍ اجتماعيّ ودينيّ من خلالِ عدَّةِ حركاتٍ.
يقسمُ المعهدُ إلى خمسة أقسامٍ أو مراحلَ:
- مرحلة الرَّوضة (أعمارُ التلاميذُ فيها بين 3 و6 سنوات)
- مرحلة التعليم الأساسي (أعمارُ التلاميذُ فيها بينَ 6 و9 سنوات)
- المرحلة الابتدائيّة (أعمارُ التلاميذ فيها بين 9 و12 سنة)
- المرحلة المتوسِّطة (أعمارُ التلاميذِ فيها بين 12 و15 سنة)
- المرحلة الثانويّة (أعمارُ التلاميذِ فيها بينَ 15 و18 سنة)

## قدامى المعهد
يتبوّأُ كثيرونَ من قدامى المعهدِ مناصبَ فاعلةً في لبنانَ وفي بلدانِ المنطقةِ.

## صلات خارجيّة
www.college-antoura.edu.lb
1. ↑  وصلة مرجع: https://www.aefe.fr/reseau-scolaire-mondial/rechercher-un-etablissement/liban-zouk-mikael-antoura-college-saint-joseph.